# Antropologia kognitywna
Antropologia kognitywna (poznawcza) – metoda badań nad językiem, który odzwierciedla świat. Za pomocą metod lingwistycznych bada się inne niż językoznawstwo dziedziny życia. Badania te miały pomóc w poznaniu kultury symbolicznej. Przedstawiciel: Ward Goodenough.
Antropologia kognitywna rozwinęła się jako kierunek w amerykańskiej antropologii kulturowej starający się opisać systemy poznawcze różnych kultur. Antropologia kognitywna używa w tym celu formalnych procedur i metod opartych na lingwistyce strukturalnej. Innymi słowy stara się badać język, który odzwierciedla rzeczywistość. Innym określeniem używanym na antropologię kognitywną jest etnonauka, która narodziła się w połowie lat 50. XX wieku. Największe nasilenie badań przypadło na lata 60. Powstało wówczas wiele prac zbiorowych. Termin jest zastępowany nieco szerszym pojęciem antropologii poznawczej, inaczej kognitywnej, która jest kontynuacją i rozszerzeniem wcześniejszych założeń teoretyczno-metodologicznych. Jeszcze inne określenia na antropologię kognitywną to etnosemantyka, semantyka etnograficzna czy „nowa etnografia”.

## Etnonauka i jej twórcy
Za twórców etnonauki uważa się W. H. Goodenougha, F. G. Lounsburry’ego i H. C. Conklina, którzy wypracowali jej teorię (tzn. gramatykę kultury) oraz metody badawcze (wśród których zasadnicze znaczenie ma analiza składnikowa). Innymi przedstawicielami klasycznego okresu rozwoju antropologii poznawczej byli: Charles O. Frake, Anthony F.C. Wallace, J. Atkins, Roy G. D’ Andrade, Stephen A. Tyler (który obecnie jest krytykiem tego kierunku), A. Kimball Romney oraz Brent Berlin. Należy mieć na uwadze sprzeczność jaką łatwo można osiągnąć przy tego rodzaju badaniach czy analizach kognitywnych. Etnonaukowcy muszą uważać na opisywanie obcej kultury poprzez własny współczynnik humanistyczny i własny, ojczysty język i kod kulturowy, który może znacznie zniekształcać ważne treści będące częścią języka odmiennej kultury, gdzie występować mogą różnice semantyczne. Etnonauka wykorzystuje także metody matematyczne. Matematyka służy tutaj do wnikliwszego rozpatrzenia danej sytuacji. Czyni to przy pomocy np. teorii grup czy teorii grafów.
Najwybitniejszym przedstawicielem antropologii kognitywnej był Ward Hunt Goodenough, który urodził się w 1919 roku. Był amerykańskim antropologiem i profesorem na uniwersytecie w Pensylwanii. Jego najważniejsza praca to: Culture, Language and Society, Property, Kin and Community of Truk, Native Astronomy in the Central Carolinas.

## Antropologia kognitywna dzisiaj
Współcześnie antropologia poznawcza zajmuje się:
- prowadzeniem badań językowych ludów pierwotnych
- socjolingwistyką i etnolingwistyką
- rekonstruowaniem logiki myślenia ludów pierwotnych
- analizą semantyczną (znaczeniową)
- sferą wartości
- przedmiotem badań nie są same materialne przedmioty, ale postać jaką te przedmioty przyjmują w ludzkiej świadomości

Antropologia poznawcza jako dyscyplina:
- nie ma podejścia materialnego
- wykorzystuje procedury taksonomii (nauka o zasadach i metodach klasyfikowania)
- przedstawia nową orientacje teoretyczne, w jaki sposób ludzie organizują swoje kultury
- podejmuje próbę zrozumienia zasad leżących u podstaw badanej kultury
- wykorzystuje treść logiczną (np. zakres znaczeniowy słowa „filiżanka” jest mniejszy niż wyrażenia „naczynie służące do picia”)

### Cechy antropologii kognitywnej
Antropologia kognitywna kładzie największy nacisk na dostęp do wiedzy, pojęć i sądów zawartych w kulturze i poszukuje komunikatów językowych, które w danej kulturze opisują rzeczywistość. To przez formy językowe czy zwroty semantyczne dowiadujemy się, w jaki sposób ludzie postrzegają świat zarówno przyrodniczy, jak i społeczny. Dowiadujemy się, w jaki sposób interpretują i konceptualizują rzeczywistość ich otaczającą. Podstawowym zjawiskiem każdej indywidualnej organizacji doświadczenia jest katalog form, które jednostka „narzuca” na doświadczaną rzeczywistość, na jej odpowiedni fragment. Tak wyodrębnione formy stają się kategoriami pojęciowymi zjawisk i procesów. To właśnie język dostarcza zbioru form pojęciowych, które tym samym stają się rodzajem kodu semantycznego dla wszelkich innych form kulturowych.
Antropologia kognitywna przejęła od językoznawstwa gamę założeń fundamentalnych. Są to m.in. takie twierdzenia:
- każda kultura posiada swoje emiczne konstrukty, które możemy przypisać jako naturalne, pierwotne cechy etyczne;
- przy pomocy ograniczonej liczby podstawowych, określonych form, poprzez ich kombinację możemy tworzyć nieskończoną liczbę znaczeń semantycznych;
- nieskończona liczba zachowań może być teoretycznie ujęta w formie wzorców tych zachowań;
- wzór nadawcy – odbiorcy, który przetwarza komunikaty czy kody kulturowe występuje jedynie jako konstrukt teoretyczny;
- procedury systematycznej elicytacji zapożyczono z prac Bloomfielda i Sapira;
- przejęto też zasadę dystrybucji komplementarnej, która głosi, że dana jednostka zachowaniowa może zmieniać swą formę w zależności od kontekstu;
- zaakceptowano również zasadę analogii jako podstawy dla ludzkiej kreatywności.

Antropologia kognitywna w odniesieniu do różnych kwestii teoretycznych i ontologicznych wyróżnia dodatkowo kilka różnych orientacji. Niektórzy badacze nadal podkreślają znaczenie – dla procesu kulturowego i poznawczego – nieświadomych struktur psychologicznych. Jest to jednak sprzeczne z zasadą, iż antropologia dąży do odsłonięcia i pokazania tubylczego punktu widzenia, a więc pragnie opisywać kulturę w kategoriach podmiotowych. Akceptacja tego ostatniego punktu skierowała wielu kognitywistów na badanie struktur symbolicznych w powiązaniu z zachowaniem, (Roy D’ Adrade, Cecil Brown, Stephen Tyler). Są jeszcze tacy, którzy pragną uwolnić się od jakiegokolwiek mentalizmu, implikujące wspomniane już spory wokół problemu realności psychologicznej, na rzecz analiz społeczno-behawioralnych (Charles Frake, Dell Hymes, Michael K. Foster). Jeszcze inni pragną uniknąć pułapek analiz podmiotowych („emicznych”) i pomijają zagadnienia rekonstrukcji subiektywnych wyobrażeń. Na przykład Lawrence Fischer i Oswald Werner (1978) tak konstruują pojęcie emic, by nie ograniczać go do tego, co jednostki świadomie myślą.

## Antropologia kognitywna a antropologia symboliczna
Aby zrozumieć podstawowe założenia antropologii kognitywnej skontrastujmy ją z założeniami innego, bardziej popularnego, szczególnie w Europie, nurtu badawczego jakim jest antropologia symboliczna. Obydwie są do siebie podobne i łączy je wiele wspólnych celów oraz w najogólniejszym sensie, postrzeganie kultury jako systemu semiotycznego. Nieco inne okazują się jednak artykulacje ich zamierzeń i sposoby ich opisu. Antropologia kognitywna skupia się na problemach tego, w jaki sposób poszczególne zjawiska są istotne dla kultury i w jaki są one zorganizowane. Język jest traktowany zarówno jako odbicie struktur poznawczych, jak i modulator tych struktur; rozumienie znaczeń języka jest przy tym literalne. Relacja między znaczącym i znaczonym ma więc istotne znaczenie, choć naczelnym zadaniem pozostaje opisanie wiedzy kulturowej. Natomiast antropologia symboliczna traktuje kulturę jako, w pierwszym rzędzie, system symboli, tworzący podstawy do konstruowania rzeczywistości. Kultura jest efektem bezustannego napięcia pomiędzy indywidualnym doświadczeniem a społecznie ustalonymi formami jego wyrażania. Środki figuratywne i kojarzenie pojęć służyć mają konceptualizacji świata, który interpretowany jest przy tym w różnorodnych sytuacjach kulturowych.
Semantyczne, często wzorowane na językoznawstwie, spojrzenie na kulturę i sposoby myślenia stanowi w ostatnich latach dostateczny impuls dla swoistej konwergencji antropologii kognitywnej i symbolicznej. Wyraz temu dali badacze obydwu kierunków w dwóch specjalnych tomach czasopisma American Ethnologist poświęconym problemowi Symbolism and Cognition.
Istnieje jednak niemało cech, które nadal kontrastują obydwa podejścia. Wymieńmy kilka z nich. Po pierwsze, antropologia kognitywna skupia się na jednostkach analizy rozumianych jako jednostki formalne, zaś antropologia symboliczna na treści i skojarzeniach związanych z danymi jednostkami. Po drugie dla antropologii kognitywnej celem naczelnym pozostaje przybliżenie się do rzeczywistej organizacji poznania w umyśle, zaś dla antropologii symbolicznej celem tym jest interpretacja znaczenia i struktury tekstu, m.in. za pomocą metod hermeneutycznych. Po trzecie, antropologia kognitywna koncentruje swą uwagę na związkach w obrębie danej dziedziny semantycznej, podczas gdy antropologię symboliczną interesują relacje pomiędzy dziedzinami w obrębie systemu kulturowego. Po czwarte antropologia kognitywna analizuje przede wszystkim sekwencje decyzyjne i ich konsekwencje instrumentalne, natomiast antropologia symboliczna bada sekwencje performatywne i ich konsekwencje emotywne. Po piąte, antropologię kognitywną cechuje formalizm metod, a antropologię symboliczną literackość i retoryczność form idiomatycznych, które podkreślają polisemiczność znaczeń. Po szóste wreszcie, antropologia kognitywna kładzie nacisk na wąsko rozumiane struktury eidologiczne, zaś antropologia symboliczna na szeroko rozumiane struktury eidologiczne i sposoby wyrażania w nich ethosu.
Kulturę uznaje się za narzędzie i sposób porządkowania uniwersum ludzkiego. Z powyższych ustaleń wynika jednak, że różne mogą być rozumienia owej kultury – np. symboliczny i kognitywny. Emiko Ohnuki–Tireney (1981) proponuje, by w ludzkim poznawaniu i opisywaniu świata wyróżnić poszczególne fazy: percepcji, konceptualizacji i symbolizacji. Reprezentują one odmienne stopnie abstrakcji w procesie formowania naszych pojęć. W tym sensie antropologia kognitywna zajmuje się głównie tą fazą, w której ustanawia się kody pamięciowe. Klasyfikacja symboliczna dotyczy etapu, na którym ustanawia się kody analogiczne. Dlatego zdaniem E.Ohnuki–Tierneya, antropologia kognitywna i antropologia symboliczna pozostają kierunkami komplementarnymi a zarazem wzajemnie dla siebie niezbędnymi.